# 奥利弗·里德
罗伯特·奥利弗·里德（英語：Robert Oliver Reed；1938年2月13日—1999年5月2日）是20世纪70年代中期英国最著名的影星。17岁被学校开除后，成为了夜总会保卫人员。还曾担任拳击手、出租车司机等职。后成为一位临时演员。1958年，奥利弗·里德首次在电影《你好伦敦》中出演角色；1961年又在恐怖片《狼人的诅咒》中任男主角。此后一直活跃于20世纪70-80年代。去世前最后一部参演电影是2000年的《角斗士》，片中他饰演年迈的角鬥士商人普罗西莫（Proximo）。

## 人物简介
奥利弗·里德是英国20世纪70-80年代最著名的影星之一。他是于1904年创立皇家戏剧学院的赫伯特·比尔博姆·特里爵士的外孙、英国著名导演卡罗尔国·里德爵士的侄子、以及英国著名女演员特蕾西·里德和大卫·特里的堂兄。 他的第一份工作是17岁时在梭霍区的一家夜总会任保安。
奥利弗一生酷爱喝酒与打架。1963年，他因在酒吧打架而致使脸部被砍伤，当时被缝了36针。1973年，因出演《豪情三劍客》（The Three Musketeers）中风车决斗的镜头而几乎重伤至死。1999年，奥利弗在拍摄电影《角斗士》期间，在马耳他首都瓦莱塔的一个酒吧因心脏病突发而逝世。此前他在酒吧一个人喝了3瓶牙买加朗姆酒、8瓶德国啤酒以及无数杯威士忌。由于当时《角斗士》一片还未杀青，因此电影中部分有他演出的场景不得不重新制作。为此制作方耗费了300万美元制作了奥利弗的三维面部数据。

## 所获荣誉
- 1983年，Fantafestival最佳男演员，《Dr. Heckyl and Mr. Hype》（1980）
- 2001年，英国电影学院奖（BAFTA Film Award）最佳男配角提名，《角斗士》（2000）
- 2001年，演员工会奖（Actor）戏剧电影演员杰出表演提名，《角斗士》（2000）

## 电影作品
- 《这是你的生命》（This Is Your Life，1955）
- 《你好伦敦》（Hello London，1958）
- 《真正的钉子》（The Square Peg，1959）
- 《碧海春色》（The Captain's Table，1959）
- 《第三人》（The Third Man，1959）
- 《楼上楼下》（Upstairs and Downstairs，1959）
- 《垮掉的女孩》（Beat Girl，1960）
- 《人生如戏》（Life Is a Circus，1960）
- 《愤怒的沉默》（The Angry Silence，1960）
- 《绅士联盟》（The League of Gentlemen，1960）
- 《吉柯博士的两副面孔》（The Two Faces of Dr. Jekyll，1960）
- 《斗牛犬》（The Bulldog Breed，1960）
- 《舍伍德森林之剑》（Sword of Sherwood Forest，1960）
- 《他和她》（His and Hers，1961）
- 《寂寞的男人》（No Love for Johnnie，1961）
- 《背叛》（The Rebel，1961）
- 《狼人的诅咒》（The Curse of the Werewolf，1961）
- 《血海盗》（Pirates of Blood River，1962）
- 《恶夜迷魂》（Captain Clegg，1962）
- 《猩红的刀刃》（The Scarlet Blade（1963）
- 《偏执狂》（Paranoiac，1963）
- 《发狂》（Paranoiac，1963）
- 《搏命》（The Damned，1963）
- 《体制》（The System，1964）
- 《晚会闭幕》（The Party's Over，1965）
- 《监视器：德彪西电影》（Monitor: The Debussy Film，1965）
- 《血海情驽》（The Brigand of Kandahar，1965）
- 《血染雪山红》（The Trap，1966）
- 《笑话》（The Jokers，1967）
- 《百叶窗室》（The Shuttered Room，1967）
- 《回首黄梁梦》（I'll Never Forget What's'isname，1967）
- 《孤雏泪》（Oliver!，1968）
- 《国际暗杀局》（The Assassination Bureau，1969）
- 《小兵打胜战》（Hannibal Brooks，1969）
- 《恋爱中的女人》（Women in Love，1969）
- 《遇上你这样的女孩》（Take a Girl Like You，1970）
- 《桃色凶车》（The Lady in the Car with Glasses and a Gun，1970）
- 《鲁登的恶魔》（The Devils，1971）
- 《狩猎聚会》（The Hunting Party，1971）
- 《Z.P.G.》（1972）
- 《Sitting Target》（1972）
- 《战俘与逃兵》（The Triple Echo，1972）
- 《蓝血》（Blue Blood，1973）
- 《三个火枪手》（The Three Musketeers，1973）
- 《左轮》（Revolver，1973）
- 《忍辱偷生》（Days of Fury，1973）
- 《Mordi e fuggi》（1973）
- 《生死四剑客》（The Four Musketeers，1974）
- 《无人生还》（And Then There Were None，1974）
- 《马勒传》（Mahler，1974）
- 《冲破黑暗谷》（Tommy，1975）
- 《皇家闪光》（Royal Flash，1975）
- 《李斯特狂》（Lisztomania，1975）
- 《大煞星与小滚女》（The Great Scout and Cathouse Thursday，1976）
- 《燃尽的祭奠品》（Burnt Offerings，1976）
- 《出卖》（The Sell-Out，1976）
- 《王子与乞丐》（Crossed Swords，1977）
- 《马戏团明星2号》（Circus of the Stars #2，1977）
- 《赎金》（The Ransom，1977）
- 《The Class of Miss MacMichael》（1978）
- 《粉碎勒索集团》（The Big Sleep，1978）
- 《明日永不来》（Tomorrow Never Comes，1978）
- 《触摸太阳》（A Touch of the Sun，1979）
- 《血婴》（The Brood，1979）
- 《Dr. Heckyl and Mr. Hype》（1980）
- 《魔鬼访客》（Venom，1981）
- 《大地雄狮》（Lion of the Desert，1981）
- 《秃鹰人》（Condorman，1981）
- 《刺激第二章》（The Sting II，1983）
- 《新荡女花妮》（Fanny Hill，1983）
- 《两情相悦》（Two of A Kind，1983）
- 《Al-Mas' Ala Al-Kubra》（1983）
- 《Spasms》（1983）
- 《化妆舞会》（Masquerade，1983）
- 《Aspel & Company》（1984）
- 《黑箭》（Black Arrow，1985）
- 《冲刺火线行动》（Captive，1986）
- 《荒岛余生》（Castaway，1986）
- 《纳粹特攻队》（The Misfit Brigade,1987)
- 《Dragonard》（1987）
- 《愤怒杀伐》（Rage to Kill，1987）
- 《骷髅海岸》（Skeleton Coast，1987）
- 《Gor》（1988）
- 《盲目司法》（Blind Justice，1988）
- 《俘虏愤怒》（Captive Rage，1988）
- 《吹牛大王历险记》（The Adventures of Baron Munchausen，1988）
- 《禁地惊魂》（The House of Usher，1988）
- 《浪漫骑士》（The Lady and the Highwayman，1989）
- 《Master of Dragonard Hill》（1989）
- 《The Revenger》（1989）
- 《三个火枪手续集》（The Return of the Musketeers，1989）
- 《金银岛》（Treasure Island，1990）
- 《蒙特卡罗的幽灵》（A Ghost in Monte Carlo，1990）
- 《娇娃雇佣兵》（Hired to Kill，1990）
- 《巴拿马祖凯罗》(Panama zucchero,1990)
- 《深坑和钟摆》（The Pit and the Pendulum，1991）
- 《荣誉的囚徒》（Prisoner of Honor，1991）
- 《再生惊魂》（Severed Ties，1992）
- 《雾都孤儿》（Oliver，1992）
- 《The Who's Tommy, the Amazing Journey》（1993）
- 《重归寂寞之鸽》（Return to Lonesome Dove，1993）
- 《俄罗斯轮盘》（Russian Roulette - Moscow 95，1995）
- 《Superbrain》（1995）
- 《狂笑风暴》（Funny Bones，1995）
- 《布鲁斯》（The Bruce，1996）
- 《Tunnelgangster von Berlin, Die》（1996）
- 《马可·波罗》（The Incredible Adventures of Marco Polo，1998）
- 《临别狂想曲》（Parting Shots，1999）
- 《角斗士》（Gladiator，2000）